# Pancitopenia
En medicina, se designa como  pancitopenia la situación en la que existe una reducción simultánea en el número de glóbulos rojos, glóbulos blancos y plaquetas en la sangre.

## Etiología
La pancitopenia se debe, generalmente, a enfermedades que afectan a la médula ósea, entre las entidades que hacen fallar a la médula ósea se incluyen la anemia aplásica y la leucemia. Otras causas posibles son la destrucción periférica de todas las líneas celulares como consecuencia del aumento del tamaño del bazo (hiperesplenismo). También numerosos fármacos, por ejemplo los empleados en el tratamiento del cáncer que ocasionan mielosupresión y en raras ocasiones otros medicamentos como la clindamicina y algunos analgésicos como el metamizol.
Algunas de las causas más frecuentes:
1. Anemia aplásica, puede ser primaria como en la anemia de Fanconi o secundaria.
2. Infiltración de la médula ósea provocada por otras enfermedades, por ejemplo leucemia, linfoma y mieloma múltiple.
3. Síndrome mielodisplásico.
4. Aumento en la destrucción de las células sanguíneas, como ocurre en el hiperesplenismo, infecciones graves, hemoglobinuria paroxística nocturna y lupus eritematoso sistémico.
5. Deficiencia severa de ácido fólico o deficiencia severa de  vitamina B12.
6. Mielosupresión por fármacos empleados en el tratamiento del cáncer.

## Diagnóstico
El diagnóstico de pancitopenia se realiza mediante un análisis de sangre, puede ser necesario practicar una biopsia de médula ósea con el fin de distinguir entre las diferentes causas.